# گل‌های جنگ
گُل‌های جنگ (به چینی: 金陵十三钗) فیلمی چینی-هنگ کنگی، محصول سال ۲۰۱۱، به کارگردانی ژانگ ییمو است. این فیلم یک درام تاریخی و تخیلی از جنگ جهانی دوم و درباره فجایع به بار آمده در یورش نظامیان ژاپنی به نانجینگ در چین است. این فیلم به عنوان نماینده چین درجوایز اسکار ۸۴ام معرفی شد، اما در لیست نامزدهای نهایی قرار نگرفت. گُل‌های جنگ اقتباسی از رمان «۱۳ گل نانجینگ» نوشته یان گلینگ است.

## داستان
در سال ۱۹۳۷ شهر نانجینگ در اشغال نظامیان ژاپنی است. جان میلر (کریستین بیل) یک آمریکایی متصدی کفن و دفن، برای شرکت در مراسم درگذشت یک کشیش به صومعه‌ای در این شهر می‌رود که پسر نوجوانی به نام جورج (هوانگ تیانیوان) سرپرست آن است و دختران نوجوان دانش آموز در آن تحصیل می‌کنند. کمی بعد گروهی از زنان فاحشه نیز به آن صومعه پناه می‌برند. یکی از آنها که انگلیسی می‌داند از جان درخواست می‌کند با توجه به اینکه ژاپنی‌ها به آمریکایی‌ها حمله نمی‌کنند، به فرار آنها از نانجینگ کمک کند. جورج نیز از او می‌خواهد که دانش آموزان را از صومعه فراری دهد. جان به شکل سرگرم کننده‌ای تنش میان این جمع نامعمول و ناهمخوان را دنبال می‌کند. حضور گروه تازه وارد و دانش‌آموزان حتی به زد و خورد می‌انجامد. اما این فضا با حمله ژاپنی‌ها به صومعه دگرگون می‌شود...

## نقش ها
- کریستین بیل در نقش جان میلر
- نی نی در نقش یو مُ
- ژانگ شین‌یی در نقش شو
- تانگ داوی در نقش سرگرد لی
- آتسورو واتابه در نقش سرهنگ هاسگاوا
- شیگو کوبایاشی در نقش ستوان کاتو